# Aceria healyi
Aceria healyi är en spindeldjursart som beskrevs av David C.M. Manson 1970. Aceria healyi ingår i släktet Aceria och familjen Eriophyidae. Inga underarter finns listade i Catalogue of Life.